# Henri de Guénégaud

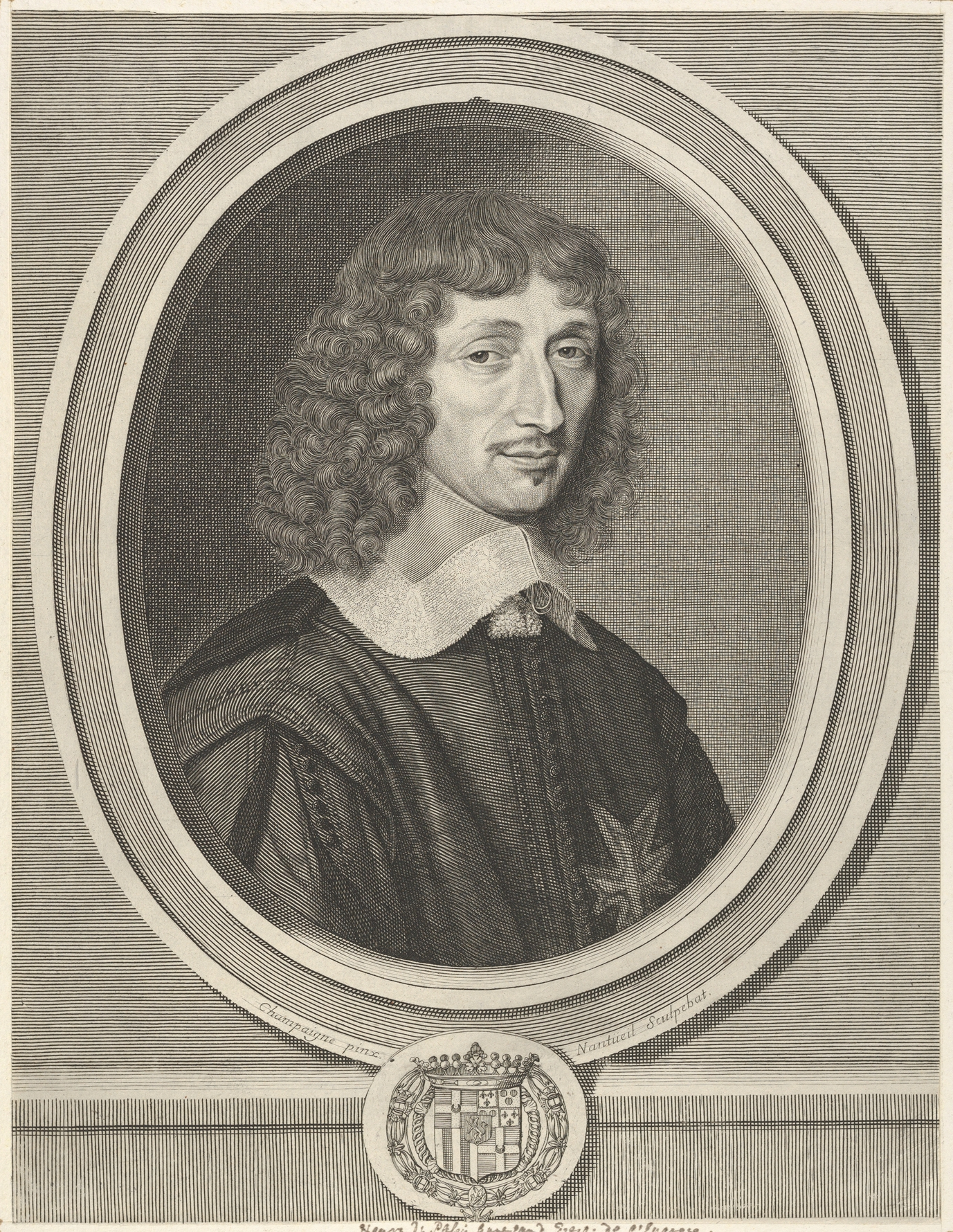
Porträt von Henri de Guénégaud, Gravur von Robert Nanteuil nach einem Gemälde von Philippe de Champaigne, um 1654, Metropolitan Museum of Art, New York City

Henri de Guénégaud, auch Henri Duplessis genannt (nach seinem Besitz Le Plessis bei Senlis (Oise), † 16. März 1676 in Paris, 67 Jahre alt) war ein französischer Politiker unter den Königen Ludwig XIII. und Ludwig XIV.
Er war Marquis de Plancy, de Guercheville et de La Garnache, Comte de Rieux et de Montbrison, Vicomte de Semoine, Baron de Saint-Just, du Bouchet et de Valgrand, Seigneur du Plessis et de Fresnes sowie Secrétaire d’État à la Maison du Roi, Commandeur et Garde des Sceaux des Ordres du Roi.

## Leben
Henri de Guénégaud war der Sohn von Gabriel de Guénégaud († 1638), Trésorier de l’Épargne, und Marie de La Croix († 1655). Seine Schwester Madeleine heiratete 1645 den späteren Marschall César d’Albret († 1676).
Während einer Reise des königlichen Hofs durch das Languedoc wurde Kardinal Richelieu auf ihn aufmerksam. Am 1. Juni 1632 wurde er zum Conseiller secrétaire du roi, maison, couronne de France et de ses finances en survivance seines Vaters ernannt. Vom 6. Februar 1638 bis zum Februar 1643 war er Trésorier de l’Épargne, ebenfalls als Nachfolger seines Vaters. Vom 20. Februar 1643 bis zum 16. Februar 1669 war er Secrétaire d’État à la Maison du Roi als Nachfolger von Henri Auguste de Loménie, Comte de Brienne, der zu seinen Gunsten zurückgetreten war. Sein Aufgabenbereich umfasste Paris und die Île-de-France, das Orléanais und Blésois, die Parlamente in Paris und Pau sowie den Klerus, sodass er 1655, 1660 und 1665 einer der Kommissare des Königs bei deren Generalversammlungen war.
Während der Fronde (1648–1653) war er der Regentin Anna von Österreich und dem Kardinal Mazarin treu ergeben und beteiligte er sich an den wichtigen Entscheidungen des Ministeriums und deren Ausführung. Seine politische Rolle zog allerdings die Wut der Bevölkerung auf sich. In einem Placet, das am 7. Februar 1667 an den König gerichtet war, berichtet er, dass er dreimal fast von der Menge in Stücke gerissen worden sei, dass seine Mobiliar geplündert wurde und seine belagerte Familie glaubte, ihre letzte Stunde sei gekommen.
1644 hatte er von Marguerite de Rohan, Duchesse de Rohan, die Baronie La Garnache gekauft, die im Dezember 1652 zum Marquisat erhoben wurde; am 15. April 1654 verkaufte er das Marquisat an Claude du Chastel. Im Mai 1656 wurde seine Baronie Plancy zum Marquisat erhoben.
Am 24. Dezember 1656 wurde Henri de Guénégaud zum Kanzler, Siegelbewahrer und Surintendant des Deniers des Ordens vom Heiligen Geist ernannt; das Amt des Kanzler wurde am 23. Juni 1659 abgetrennt und Louis Fouquet, den Bischof von Agde gegeben, das Amt des Siegelbewahrers ging am 29. Dezember 1661 an Hardouin de Péréfixe de Beaumont, Bischof von Rodez.
Ludwig XIV. schätzte Guénégauds Verdienste jedoch nicht allzu hoch ein. In seinen Mémoires pour l’instruction du Dauphin schrieb er: „Die beiden anderen Staatssekretaire La Vrillière und Duplessis waren gute Leute, deren Lichter der Ausübung ihrer Ämter, in die nichts sehr Wichtiges fiel, durchaus angemessen zu sein scheinen.“ Er ernannte ihn auch nicht zum Staatsminister – die guten Beziehungen zwischen Guénégaud und Nicolas Fouquet störten ihn. Er ermutigte daher Colberts Manöver, um das Amt des Staatssekretärs im Haushalt des Königs zu belassen. Da Guénégaud die Regierung nicht verlassen wollte, leitete der Controlleur général des Finances ein Verfahren gegen ihn ein, das auf die Rückerstattung von Beträgen zielte, die er angeblich während der Surintendanz Fouquets erhalten hatte. Guénégaud gab auf, im Februar 1669 übersandte er dem König seine Demission als Secrétaire d’État. Colbert erhielt sofort Guénégauds Amt gegen eine Zahlung von 600.000 Livre. Nach seiner Entlassung lebte er zeitweise in Paris, zeitweise in Fresnes.
Am 27. Dezember 1672 verfasste er sein Testament. Er starb am 16. März 1676 und wurde in der Kirche Saint-Paul in Paris bestattet. Seine sterblichen Überreste wurden in die Kapelle Saint-Laurent in Plancy überführt und 1793 geplündert. Sein Bleisarg wurde zum Munitionsproduktion eingeschmolzen, seine Knochen wurden verstreut.

## Ehe und Familie
Henri de Guénégaud heiratete 1642 Elisabeth de Choiseul († 9. August 1677), Tochter des Marschalls Charles de Choiseul, und von Claude de Cazillac. Ihre Kinder waren:
- Gabriel († 9. Dezember 1668, 25 Jahre alt, nach einem Granatentreffer vor Candia am 24. November 1668), Comte de Montbrison
- César Phoebus († jung)
- Roger († 7. September 1672 auf Schloss Fresnes), Marquis de Plancy, Mestre de camp du Régiment Royal cavalerie
- Claire Bénôite (* 1646, † Dezember 1675); ⚭ 1665 Just-Joseph-François d’Ancézune Cadar, Marquis du Thor et de Codolet, (päpstlicher) Duc de Caderousse (* 26. März 1645; † 27. Februar r1730 in Paris), Aide de camp des Königs Ludwig XIV., von Papst Alexander VII. am 18. September 1665 zum Herzog ernannt, heiratete in zweiter Ehe am 22. August 1679 Marie Renée de Rambures († 24. April 1710 in Courtenay), Tochter von Charles de Rambures und Marie Bautru de Nogent
- Henri (* 1647; † 22. Mai 1722), Marquis de Plancy; ⚭ 11. Oktober 1707 Anne Marie Françoise, Comtesse de Mérode († 21. Januar 1723), Tochter von Claude François Baron, dann Comte de Mérode, Marquis de Trélon, Lieutenant-général des Armées du Roi, und Anne Dieudonnée de Fabert
- Élisabeth-Angélique († 11. Januar 1710 in Paris, 63 Jahre alt); ⚭ (Ehevertrag 12. Januar 1671) François III. de Boufflers, Comte de Cagny († 16. März 1668), Sohn von François II. de Boufflers und Louise Le Vergeur (Haus Boufflers)
- César († 1668, 18 Jahre alt), Vicomte de Sémoine
- Emmanuel († 5. April 1706 in Paris) Malteserordensritter, Capitaine-lieutenant des gendarmes de Bourgogne, 1690 Mestre de camp de cavalerie, 1693 Capitaine-lieutenant de la Compagnie des Chevaulegers de Bretagne, 1702 Brigadier de Cavalerie, 1704 Maréchal de camp